# Un día más con vida (libro)
Un día más con vida (título original en polaco: Jeszcze dzień życia) es un libro de no ficción que relata tres meses de la guerra civil angoleña, escrito por el periodista polaco Ryszard Kapuściński.

## Argumento
El libro se compone de los capítulos Cerramos la ciudad (una descripción de la degradación de la capital angoleña, Luanda), Escenas del frente (un análisis de las varias debilidades del Movimiento Popular para el Liberación de Angola (MPLA)),  Cablegramas (la correspondencia a través de télex entre Kapuściński y la Agencia de Prensa Polaca) y A B C (una historia breve del conflicto en Angola hasta 1976).
La revolución de los claveles, que provocó la caída de la dictadura de António de Oliveira Salazar, trajo consigo el final del colonialismo portugués en África y la proclamación de la independencia de Angola el 11 de noviembre de 1975. Kapuściński se instaló en Luanda tres meses antes y asistió al "éxodo blanco" y a la guerra por el poder en el futuro estado soberano entre el MPLA, el Frente Nacional para la Liberación de Angola (FLNA) y la Unión Nacional para la Independencia Total de Angola (UNITA). En la casi absoluta soledad, el periodista polaco recorre la ciudad desierta y los frentes de batalla. El autor cuenta las historias de guerra desde su punto de vista, en las que incluye las ocasiones en que estuvo a punto de ser fusilado.

## Opiniones
Más que un reportaje periodístico, Un día más con vida es considerado más bien un diario íntimo del autor. Según Miroslaw Ikonowicz, biógrafo y amigo de Kapuściński, el libro es "un reportaje literario de hechos verdaderos con observaciones muy íntimas".
Para el periodista Joaquín Estefanía, Un día más con vida es "la mezcla más pura entre el gran periodismo y la gran literatura". "Lo mejor es el relato de esa vida cotidiana que lo impregna todo", dice Estefanía de este libro, cuyo autor consideraba su mejor obra.

## Adaptación
El libro fue convertido en una película documental animada del mismo nombre, dirigida por Raúl de la Fuente y Damian Nenow. Es una coproducción polaca-española-alemana-belga-húngara, estrenada en el Festival de Cine de Cannes en 2018.